# Nombre global de Richardson
Pour les articles homonymes, voir BRN.
Le nombre global de Richardson (BRN) est un nombre sans dimension qui combine l'énergie potentielle de convection disponible (EPCD) et le cisaillement vertical du vent. Cet indice mesure l'importance relative des deux paramètres en établissant le rapport entre la turbulence thermique de l'atmosphère et celle produite par le cisaillement vertical. Cette corrélation peut être utilisée pour déterminer le type d'orages que produiront les conditions météorologiques dans une zone d'intérêt, particulièrement lorsque l'EPCD atteint des valeurs élevées (1 500  à   3 500 J/kg). 

## Définition

### Nombre de Richardson de gradient
Soit {\displaystyle {\vec {u}}} la composante horizontale du vent moyen à une altitude donnée et soit N la fréquence de Brunt-Väisälä. Le nombre local de Richardson (ou de gradient) est défini par :
{\displaystyle Ri={N^{2} \over \left({\partial {\vec {u}} \over \partial {z}}\right)^{2}}}
On constate que cette quantité est un nombre pur sans dimension. On peut aussi exprimer le nombre de Richardson comme suit :
{\displaystyle Ri={{g \over \theta }{\partial \theta  \over \partial z} \over \left({\partial {\vec {u}} \over \partial {z}}\right)^{2}}}
où {\displaystyle \theta } est la température potentielle.
On peut généraliser cette définition à des épaisseurs finies où l'on remplace la dérivée partielle par une différence finie. On obtient alors la définition du nombre global de Richardson comme suit :
{\displaystyle Ri_{g}={g\Delta \theta \Delta z \over \theta \Delta ({\vec {u}})^{2}}}

### Nombre global de Richardson (BRN)
Le nombre global de Richardson est une approximation de {\displaystyle Ri_{g}} obtenue en utilisant les gradients locaux entre des couches déterminées de l'atmosphère, soit :
{\displaystyle B\!R\!N={\frac {{\frac {g}{T_{v}}}\Delta \theta _{v}\Delta Z}{\Delta U^{2}+\Delta V^{2}}}}
Où :
- {\displaystyle \theta _{v}} = Température potentielle virtuelle à travers une couche {\displaystyle \Delta Z} ;
- {\displaystyle T_{v}} = Température virtuelle ;
- U et V sont les composantes orthogonales du vent {\displaystyle {\vec {u}}} dans la couche.

Le terme supérieur correspond à l'EPCD et celui du bas au cisaillement des vents dans la couche. Comme en  météorologie, le BRN est utilisé pour estimer le type d'orages, la composante cisaillement du BRN est choisie comme la différence vectorielle entre le vent moyen dans la couche de 0 à 6 km ({\displaystyle \scriptstyle {\vec {V}}_{\text{6 km}}}) et celui dans la couche entre 0  et   500 mètres ({\displaystyle \scriptstyle {\vec {V}}_{500}}). Le résultat correspond ainsi à l'ampleur du vecteur de cisaillement entre la couche près du sol et le vent moyen dans la couche où se déplacent les nuages convectifs.
Le BRN est donc,
, : 
{\displaystyle B\!R\!N={\frac {E\!P\!C\!D}{0{,}5\times ({\vec {V}}_{\text{6 km}}-{\vec {V}}_{500})^{2}}}}
On notera que certains auteurs basent la définition du cisaillement dans le nombre global de Richardson sur la différence entre le vent moyen dans la couche [5 500 m, 6 000 m] et le vent moyen dans la couche [0,500 m]. Une telle définition est compatible avec la définition de la section ci-dessus et amplifie l'effet du cisaillement sur le résultat.

## Interprétation
Si le BRN est inférieur à 10, les valeurs du cisaillement sont habituellement trop élevées pour soutenir de forts courants ascendants. Les vents seront alors forts en altitude et amèneront l'humidité au loin,. Les orages créés seront donc de faible extension verticale.  
Si le BRN est plus important, il n'est pas un outil adapté à la prévision de la rotation d'un orage. Cependant, des valeurs du BRN de 10 à 45 correspondent à formation d'orages supercellulaires
alors qu'on a une certaine balance entre l'EPCD et le cisaillement qui donne une pente dans le nuage,. Plus le BRN est faible, plus la structure de la supercellule est forte.
Les valeurs supérieures à 45 ont tendance à supporter une convection multicellulaire ou des orages verticaux alors que l'EPCD est dominante,.  
Ceci n'est qu’une interprétation sommaire car une même valeur de BRN peut être associée à une variété d'EPCD et de cisaillements. La notion de nombre global de Richardson est donc axée sur le potentiel convectif de la situation météorologique, mais une étude plus détaillée du radiosondage évaluera la quantité d'humidité disponible, les vents à plusieurs niveaux et les déclencheurs dynamiques. Le BRN n'est donc qu'un des outils de la prévision des orages violents.